# 寬仁親王牌・世界選手権記念トーナメント
寬仁親王牌・世界選手権記念トーナメント（ともひとしんのうはい・せかいせんしゅけんきねんトーナメント）は、競輪のGI競走である。通称「親王牌」。

## 概要
大会のタイトルになっている寬仁親王牌は、寬仁親王が1990年に日本・グリーンドーム前橋で開催された世界選手権自転車競技大会の名誉総裁だったことに由来しており、寬仁親王は1992年から優勝者に贈呈されるトロフィーを下賜していた。
世界選手権開催地である前橋競輪場で開催されることが多いが、2001年・2005年・2009年は青森競輪場で、2011年から2015年と2021年と2023年は弥彦競輪場でそれぞれ開催されるなど、必ずしも固定開催とはなっておらず、持ち回り開催である。但し、これまで開催実績があるのはこれら関東（前橋、弥彦）または北日本（青森）の3場のみであり、特に2010年以降に限ると前橋か弥彦のいずれかとなっている。
初日特選は日本競輪選手会理事長杯、2日目優秀競走はローズカップの名称で行われている。
1992年から2007年、2009年から2011年までは表彰式に寬仁親王が出席して優勝者に直接トロフィーを授与したほか、寬仁親王が購入した車券が的中したというエピソードもある。
本競輪は2016年より10月の中旬または下旬に開催されているが、本競輪のルーツである世界選手権自転車競技大会が2021年より多くの年次で10月に開催されるようになり、本競輪の日程が前年2月に発表されるより後に、それと関係なく世界選手権の日程が発表されるため、2021年、2024年、2025年は本競輪と世界選手権の日程が重複してしまい、本競輪の最大の特徴である競技で優秀な日本代表選手が世界選手権出場のために本競輪に出走できないということが発生している。

### 賞金
以下は、直近の決勝戦における各着順の賞金額。（　）内は副賞（1〜3着に授与）を含んだ金額。単位は万円。
| 回     | 1着             | 2着             | 3着                 | 4着   | 5着   | 6着   | 7着   | 8着   | 9着   |
| ------ | --------------- | --------------- | ------------------- | ----- | ----- | ----- | ----- | ----- | ----- |
| 第32回 | 3,800 （3,890） | 1,969 （2,009） | 1,270.3 （1,294.3） | 913.7 | 743.0 | 619.2 | 516.0 | 473.4 | 446.6 |
| 第33回 | 4,000 （4,090） | 2,048 （2,088） | 1,321 （1,345）     | 950.5 | 772.7 | 644.0 | 536.6 | 492.3 | 464.5 |

## 歴史
大会のベースとなった世界選手権記念競輪は、1990年（平成2年）に群馬県前橋市のグリーンドーム前橋（前橋競輪場）で行われた世界選手権自転車競技大会日本大会の開催を記念して、同年5月に移転前の旧前橋競輪場を舞台に「スーパープロピストレーサー賞」をメインとした単発開催でスタートした。
- なお、「スーパープロピストレーサー賞」自体は1991年もこの大会で開催され（優勝は滝澤正光）、その後1995年（平成7年）から2002年（平成14年）まで全日本プロ選手権自転車競技大会の直前に開催される「全日本プロ選手権自転車競技大会記念競輪 (FII)」のメインレースとして行われた。

1992年（平成4年）から準特別競輪（現在のGII相当）に格上げされ（この年の開催を第1回大会としている）、さらに1994年（平成6年）からは特別競輪（現在のGI相当）に格上げされ、現在に至る。
1999年（平成11年）から7月開催となる（2016年大会から10月に戻った）。
2008年（平成20年）は、瑶子女王が退院直後の寬仁親王の代わりに表彰式に出席した。
2012年（平成24年）6月6日に寬仁親王が薨去したことにより、同年は寬仁親王を追悼する大会として開催され、開会式において黙祷の実施、開催期間中の半旗掲揚、出場選手及び関係者による喪章の着用を行った。
2014年以降は、彬子女王により優勝者へのトロフィーが下賜されている。
2020年（令和2年）は2月の第35回読売新聞社杯全日本選抜競輪以来となる有観客でのGI開催となったが、COVID-19流行と感染拡大を防止する観点から入場は各日5,000名・特別観覧席57名と制限した上で来場者にはマスク着用を義務付け、また入場時の検温も実施するなどの対策を取った上で開催された。2021年（令和3年）も、前年同様に事前申込制による入場制限を行った上で有観客にて開催された。2022年は、2年前同様の状態で開催された。
2023年は、4年ぶりに入場制限が撤廃された。

## 出場選手選抜方法
寬仁親王牌・世界選手権記念トーナメントの出場選手は、自転車競技で活躍している選手を中心に選抜される。そのため、S班所属であっても、初日の最終レースに行われる最上位の特別選抜予選「日本競輪選手会理事長杯」には出走できず「特別選抜予選」スタートとなることもある。毎回若干変更・修正されるものの、概ね以下の資格順位により正選手108名、補欠選手8名を選抜する。
- 選考期間…平均競走得点：当年2月〜7月（6ヶ月）・国際大会：前年8月〜当年7月（12ヶ月）、選考月…8月、最低出走回数…24出走[注 7]（但し変更になる可能性がある）

開催時S級在籍
1. S級S班在籍者
2. 過去3回以上優勝した者（開催時S級1班所属が条件）
3. 世界選手権自転車競技大会（以下、世界選手権）トラック競技出場者
4. 世界選手権に準ずる国際大会トラック競技で1〜3位となった者
5. アジア自転車競技選手権大会（以下、アジア選手権）においてケイリンまたはスプリントで1位となった者
6. 過去のオリンピック自転車競技トラック種目メダリスト
ただし、全日本プロ選手権自転車競技大会（以下、全プロ）出場かつ開催時S級1班所属が条件
7. 選手選考対象期間において2ヶ月以上JCFトラック種目強化指定（A）に所属した者
ただし、全プロトラック競技出場かつ開催時S級1班所属が条件
8. 全プロのケイリン決勝出場者、その他の競技の上位3位入賞者（チーム競技の場合はチーム全員）
9. 全プロ競技出場者から平均競走得点上位者を順次選抜
10. 残余がある場合は各地区のプロ選手権自転車競技大会（以下、地区プロ）競技出場者から平均競走得点を勘案し推薦

なお、補欠選手は正選手を除く全プロまたは地区プロ出場者のうち平均競走得点上位者からさらに順次選抜される。
また、正選手のうち、以下の条件を満たした合計27名については、日本競輪選手会理事長杯または特別選抜予選に出走できる。
日本競輪選手会理事長杯（9名）
1. オリンピック自転車競技トラック個人種目メダル獲得者（オリンピック開催当年の場合）
2. 前年の世界選手権において以下の成績に該当する者
ケイリン1〜3位、スプリント1〜3位
3. 全プロにおいて以下の競技で1位となった者
ケイリン、スプリント、1kmタイムトライアル
4. S級S班在籍の全プロ出場者のうち平均競走得点上位者
5. S級S班在籍者のうち平均競走得点上位者
6. S級1班在籍者のうち平均競走得点上位者

特別選抜予選（18名）
1. ネーションズカップまたはアジア選手権において以下の競技で1位となった者
ケイリン、スプリント
2. 前年のKEIRINグランプリ優勝者（日本競輪選手会理事長杯に選抜されなかった場合）
3. 全プロにおいて以下の成績に該当する者
ケイリン決勝の2着～末着、スプリント2・3位、1kmタイムトライアル2・3位、チームスプリント1位※チーム全員
4. S級S班在籍の全プロ出場者のうち平均競走得点上位者
5. S級S班在籍者のうち平均競走得点上位者
6. S級1班在籍者のうち平均競走得点上位者

## 勝ち上がり方式
初日〜4日目すべて12レース。
| 優秀   | 初日                        | 0002日目000                   | 0003日目000 | 最終日        |
| ------ | --------------------------- | ----------------------------- | ----------- | ------------- |
| 優秀   |                             | ローズカップ（1）             | 準決勝（3） |               |
| 優秀   | 日競選杯（1） 特選予選（2） | 二次予選A（3） 二次予選B（3） |             | 00決勝（1）00 |
| 優秀   | 一次予選（9）               |                               |             |               |
| 敗者戦 | 00-00                       | （5）                         | （9）       | （11）        |

- 初日

「一次予選」　合計9レース行われ、各レース1〜2着18名が「二次予選A」、3〜4着18名が「二次予選B」進出。
「特別選抜予選」　合計2レース行われ、各レース1〜2着4名は無条件で2日目の「ローズカップ」と、3日目の「準決勝」進出権利が同時に得られる。各レース3〜4着4名と5着2名のうち選考順位上位1名は「二次予選A」、各レース5着2名のうち選考順位下位1名と6〜9着8名は「二次予選B」進出。
「日本競輪選手会理事長杯」　最上位の特別選抜予選、という位置づけで最終レースに行われ、1〜5着5名は無条件で2日目の「ローズカップ」と、3日目の「準決勝」進出権利が同時に得られる。6〜9着4名は「二次予選A」進出。
- 2日目

「二次予選B」　合計3レース行われ、1〜2着6名が「準決勝」進出。
「二次予選A」　合計3レース行われ、1〜4着12名が「準決勝」進出。
「ローズカップ」　二次特別選抜予選として、最終レースに行われる。失格にならない限り、9名全員が「準決勝」進出。
- 3日目

「準決勝」　後半3レース。各レース1〜3着9名が「決勝」進出。
- 4日目（最終日）

「決勝」　最終レース。上位3着は表彰式で表彰台に上がることができる。また、優勝者には優勝インタビューやウイニングランなどが執り行われる。
「特別優秀」　「決勝」前の合計2レース。「準決勝」各レース4〜7着12名と、二次予選敗退選手による3日目「特選」各レース1〜2着6名の18名により行われる。
「優秀」　「特別優秀」前の合計2レース。「準決勝」各レース8〜9着6名と、二次予選敗退選手による3日目「特選」各レース3〜4着6名及び3日目「選抜」各レース1〜2着6名の18名により行われる。
その他、2日目以降に予選敗退者を対象とした「特一般」（2日目）、「一般」、「選抜」、「特選」（3日目以降）が開催される。

## 過去の優勝者
| 回 | 開催年 | 開催場 | 優勝者     | 優勝者 | ローズC勝者 | ローズC勝者 |
| 回 | 開催年 | 開催場 | 氏名       | 府県   | 氏名        | 府県        |
| -- | ------ | ------ | ---------- | ------ | ----------- | ----------- |
| 1  | 1992年 | 前橋   | 吉岡稔真   | 福岡   |             |             |
| 2  | 1993年 | 前橋   | 滝澤正光   | 千葉   |             |             |
| 3  | 1994年 | 前橋   | 吉岡稔真   | 福岡   | 神山雄一郎  | 栃木        |
| 4  | 1995年 | 前橋   | 小橋正義   | 岡山   | 海田和裕    | 三重        |
| 5  | 1996年 | 前橋   | 神山雄一郎 | 栃木   | 神山雄一郎  | 栃木        |
| 6  | 1997年 | 前橋   | 神山雄一郎 | 栃木   | 小嶋敬二    | 石川        |
| 7  | 1998年 | 前橋   | 小橋正義   | 岡山   | 神山雄一郎  | 栃木        |
| 8  | 1999年 | 前橋   | 児玉広志   | 香川   | 山田裕仁    | 岐阜        |
| 9  | 2000年 | 前橋   | 神山雄一郎 | 栃木   | 十文字貴信  | 茨城        |
| 10 | 2001年 | 青森   | 小橋正義   | 新潟   | 渡邉晴智    | 静岡        |
| 11 | 2002年 | 前橋   | 松本整     | 京都   | 松本整      | 京都        |
| 12 | 2003年 | 前橋   | 太田真一   | 埼玉   | 岡部芳幸    | 福島        |
| 13 | 2004年 | 前橋   | 小橋正義   | 新潟   | 佐藤慎太郎  | 福島        |
| 14 | 2005年 | 青森   | 小嶋敬二   | 石川   | 神山雄一郎  | 栃木        |
| 15 | 2006年 | 前橋   | 後閑信一   | 群馬   | 加藤慎平    | 岐阜        |
| 16 | 2007年 | 前橋   | 小嶋敬二   | 石川   | 山崎芳仁    | 福島        |
| 17 | 2008年 | 前橋   | 山崎芳仁   | 福島   | 岡部芳幸    | 福島        |
| 18 | 2009年 | 青森   | 海老根恵太 | 千葉   | 伏見俊昭    | 福島        |
| 19 | 2010年 | 前橋   | 市田佳寿浩 | 福井   | 武田豊樹    | 茨城        |
| 20 | 2011年 | 弥彦   | 浅井康太   | 三重   | 新田祐大    | 福島        |
| 21 | 2012年 | 弥彦   | 佐藤友和   | 岩手   | 平原康多    | 埼玉        |
| 22 | 2013年 | 弥彦   | 金子貴志   | 愛知   | 藤木裕      | 京都        |
| 23 | 2014年 | 弥彦   | 深谷知広   | 愛知   | 桐山敬太郎  | 神奈川      |
| 24 | 2015年 | 弥彦   | 園田匠     | 福岡   | 新田祐大    | 福島        |
| 25 | 2016年 | 前橋   | 稲垣裕之   | 京都   | 吉田敏洋    | 愛知        |
| 26 | 2017年 | 前橋   | 渡邉一成   | 福島   | 金子貴志    | 愛知        |
| 27 | 2018年 | 前橋   | 脇本雄太   | 福井   | 中川誠一郎  | 熊本        |
| 28 | 2019年 | 前橋   | 村上博幸   | 京都   | 松浦悠士    | 広島        |
| 29 | 2020年 | 前橋   | 脇本雄太   | 福井   | 新田祐大    | 福島        |
| 30 | 2021年 | 弥彦   | 平原康多   | 埼玉   | 新田祐大    | 福島        |
| 31 | 2022年 | 前橋   | 新田祐大   | 福島   | 松浦悠士    | 広島        |
| 32 | 2023年 | 弥彦   | 古性優作   | 大阪   | 古性優作    | 大阪        |
| 33 | 2024年 | 弥彦   | 古性優作   | 大阪   | 脇本雄太    | 福井        |

## 今後の開催予定
- 第34回 - 2025年 10月23日〜26日 - 前橋競輪場 (3年ぶり23度目)
- 第35回 - 2026年 10月9日〜12日 - 弥彦競輪場 (2年ぶり9度目)

## エピソード
- 第32回（2023年）までで、完全優勝（予選・準決勝とも全て1着）達成者は、2名[15]。
  - 神山雄一郎（第5回）、古性優作（第32回）
- 大会連続出場記録保持者は、神山雄一郎で28回（第4回 - 第30回）[16]。
- 第29回 - 第31回では、初日第12レースの日本競輪選手会理事長杯は、予定されていた当年の全日本プロ選手権自転車競技大会（全プロ）がCOVID-19の影響で中止となったため選考条件が一部変更になり[17][18]、当年のS級S班9名が選出された[19]。
- 第31回では、新田祐大が初優勝。新田はこれまで当大会以外のGIは既に全て制覇しており、この優勝により全てのGI制覇を果たし、史上4人目（現行のGI6大会制では神山雄一郎以来2人目）となるグランドスラム達成となった[20]。

## 決勝戦テレビ中継
- 一部放送していない大会はあるが、2013年（第22回）以降は中止順延があった2019年（第28回）を除いて毎年テレビ東京系列[注 10]で放送されている（なお、テレビ東京[注 11]では2000年 - 2002年、2004年 - 2009年、2011年 - 2012年は放送されていない）。
  - 2019年の第28回大会は台風19号の影響で決勝戦が一日遅れて10月15日に行われたが、中継は順延せずに予定通り14日に12R準決勝を放送している。

- また群馬テレビでも、2016年（第25回）までは決勝戦が放送される場合があった。2017年（第26回）以降は、3日目の準決勝のみの放送となっている[注 12]（2019年は、中止順延の影響で2日目の11R二次予選Aと12Rローズカップを放送した）。